# Fluide complexe
Les fluides complexes sont des mélanges binaires présentant une coexistence entre deux phases : solide-liquide (suspensions ou solutions contenant des macromolécules telles que des polymères ou des micelles géantes), solide-gaz (milieux granulaires), liquide-gaz (mousses) et liquide-liquide (émulsions).
Du point de vue rhéologique, contrairement aux fluides simples (newtoniens) qui sont définis par une viscosité constante, les fluides complexes sont généralement non-newtoniens et peuvent présenter une grande variété de comportements en écoulement. Leur viscosité peut ainsi varier avec le taux de cisaillement ou la contrainte, varier dans le temps (thixotropie) par des mécanismes de structuration ou d'agrégation internes, et ils peuvent également développer des contraintes élastiques (viscoélasticité).
Les fluides complexes, dont la structure, les propriétés d'écoulement et les lois de comportement restent un sujet de recherche très actif tant du point de vue fondamental que de celui des applications, sont omniprésents dans de nombreux domaines : alimentaire (crèmes, pâtes, mousses, sauces, purées), cosmétique (shampoings, dentifrices, gels...), produits industriels (peintures, matières plastiques, aérosols...), fluides biologiques (sang, mucus...).